# 弦楽四重奏曲 (リゲティ)
本記事ではジェルジ・リゲティの作曲した弦楽四重奏曲について記述する。

## 弦楽四重奏曲第1番「夜の変容」
弦楽四重奏曲第1番は亡命前の1953年から1954年にかけて書かれた。「夜の変容」(フランス語: Métamorphoses nocturnes)という副題を持つ。作曲にあたってリゲティはバルトークの中期弦楽四重奏曲、シェーンベルクの弦楽四重奏曲第2番、ベルクの抒情組曲の楽譜を座右に置いて研究しながら作曲したとされる。曲は明らかにバルトークの影響を受けているが、同時期の自作である『ムジカ・リチェルカータ』と共通の特徴も持つ。
社会主義リアリズムを信奉するハンガリー時代には演奏する機会がなく、亡命後の1958年5月8日にウィーンでラモール弦楽四重奏団(Ramor Quartet)によって初演された。演奏時間は約20分。
「夜の変容」という題の示すとおり一種の変奏曲と考えることができる。休みなく演奏される単一楽章の曲だが、速度や拍子の変化によっていくつかの部分に分かれる。
1. Allegro grazioso - 3⁄4拍子。上昇半音階を伴奏として主題（G-A-G♯-A♯ではじまる）がまず出現する。
2. Vivace, capriccioso - 2⁄4拍子の高速で荒々しい舞曲風の音楽になる。『ムジカ・リチェルカータ』第10曲と同様に短二度で音がぶつかりあう。
3. Adagio, mesto - ゆっくりとした沈鬱な旋律が出現する。『ムジカ・リチェルカータ』第9曲によく似ている。
4. Presto / Prestissimo - 3⁄4拍子の非常に速い曲。スル・ポンティチェロや微分音など特殊な奏法を使用する。
5. Andante tranquillo - 弱音器をつけた楽器により静かに最初の主題が帰ってくる。途中にトレモロやピッツィカート、フラジオレットなどを使った激しい部分が現れる。
6. Tempo di Valse, moderato, con eleganza, un poco capriccioso - 3⁄4拍子の遅いワルツ。
7. Subito prestissimo - 7⁄8拍子の激しい舞曲。『ムジカ・リチェルカータ』第8曲と共通する。
8. Subito: molto sostenuto - 突然静かになり、第1ヴァイオリンに主題が出現する。
9. Allegretto, un poco gioviale - 2⁄4拍子。半音階的な旋律がピッツィカートの伴奏で出現する。
10. Poco meno mosso / Alla marcia, pesante - バルトーク・ピッツィカートを多用する。
11. Subito allegro con moto, string. poco a poco sin al prestissimo - 2⁄4拍子。狭い音程の半音階の断片がだんだん速くなっていく。
12. Prestissimo - 3⁄8拍子の終結部。ppで非常に速く、特殊奏法を多用する。フラジオレットのグリッサンドがオスティナートを奏でる中、最初の主題が静かに出現し、消えるように終わる。

## 弦楽四重奏曲第2番
弦楽四重奏曲第2番は1968年にラサール弦楽四重奏団のために書かれ、1969年12月14日にバーデン・バーデンで初演された。
バウアーによると、第2番は第1番の「半音階的主題にもとづく変奏」というアイデアを当時のリゲティの技法であるミクロポリフォニー、機械的パターン、万華鏡的パターンによって書き直したものと解釈されるという。
全部で5楽章からなり、奇抜な表情記号が記されている。構成の上では第1番よりもむしろ古典的であり、両端楽章が速く、第2楽章が緩徐楽章、第3楽章がスケルツォ風である。この点は同時期に書かれた『室内協奏曲』とも共通する。演奏時間は20分あまり。
1. Allegro nervoso （快速で神経質に）- pppのフラジオレットのトレモロではじまる。各楽器が異なる速度で高速に演奏するためにひとつひとつの音が認識できない部分と、動きのない音の伸ばしによる部分がある。
2. Sostenuto, molto calmo （音を保って、非常に静かに）- 主な部分は静的な音の伸ばしだが、数種類のヴィブラートやスル・タスト、スル・ポンティチェロ、コル・レーニョなどで音質の違いを加えている。途中からさまざまな特殊奏法が加えられる。『ロンターノ』を直接引用している[6]。
3. Come un meccanismo di precisione （精密機械のように）- 弱音器をつけた楽器によって同音をピッツィカートで高速にくり返す。曲は消え入るように終わる。
4. Presto furioso, brutale, tumultuoso （猛烈に速く、荒々しく、騒々しく）- 激しく荒々しい部分の間に静か(molto calmo)な部分がはさまる。曲は途中で急に終わる。
5. Allegro con delicatezza （快速で優美に）- ppで細かく上下する音符が主体となるが、時々fffが出現する。

## アンダンテとアレグレット
『アンダンテとアレグレット』は1950年にブダペストのリスト・フェレンツ音楽大学の卒業用に書かれた。曲は伝統的・ロマン派的で、リゲティの個性はあまり現れていない。
1994年7月28日にザルツブルク音楽祭でアルディッティ弦楽四重奏団によって初演された。以下の2楽章からなる。演奏時間は約12分。
1. Andante cantabile
2. Allegretto poco capriccioso

## 未完成の作品
リゲティは弦楽四重奏曲第3番を作曲していると言明していたが、発表されることはなかった。
2012年、バーゼルのパウル・ザッハー財団が管理しているリゲティの草稿の中から2つの弦楽四重奏曲（第3番・第4番）のスケッチが発見された。1980年代はじめから2000年ごろにかけて、それぞれアルディッティ弦楽四重奏団とクロノス・クァルテットを念頭に置いて作曲されたとされる。

## 主な録音
第2番はラサール弦楽四重奏団による録音が1970年のドイツ・グラモフォンのLPに収録されている。
第1番は1976年の録音がBISから出ている。演奏はフィンランドのVoces Intimae四重奏団による。
アルディッティ弦楽四重奏団は1978年にWERGOからリゲティの弦楽四重奏曲（1番・2番）のLPを出した。ソニー・ミュージックエンタテインメントの「リゲティ・エディション」第1巻のCD（1997年）のための新しい録音には『アンダンテとアレグレット』ほかを含んでいる。
ハーゲン弦楽四重奏団による1991年の録音はドイツ・グラモフォンのCDに収録されている。